# Бердянский кабельный завод
Бердянский кабельный завод «Азовкабель» (укр. Бердянський кабельний завод «Азовкабель») — промышленное предприятие в городе Бердянск Запорожской области.

## История

### 1948—1991
Строительство завода началось в 1948 году в соответствии с 4-м пятилетним планом восстановления и развития народного хозяйства СССР, в 1951 году завод был введён в эксплуатацию и в дальнейшем стал одним из ведущих предприятий Бердянска.
В 1956 году завод «Азовкабель» выступил заказчиком сооружения комплекса водоснабжения для нужд города и собственного производства. В комплекс вошли водохранилище на реке Берда площадью 35 км² и два 25-километровых водовода ежесуточной мощностью 28—30 тыс. м³ общей стоимостью свыше 5 млн. рублей (их строительство было завершено в 1963 году).
В 1960 году в Бердянске был открыт филиал запорожского НИИ трансформаторостроения и высоковольтной аппаратуры (с 1963 года ставший филиалом всесоюзного НИИ кабельной промышленности), который работал в производственной кооперации с заводом. В результате, завод стал одним из ведущих предприятий кабельной промышленности СССР, именно здесь впервые в СССР была спроектирована и установлена полуавтоматическая установка для сварки медной ленты в среде аргона. Также, специалистами завода была усовершенствована технология изготовления кабеля для железных дорог, разработана серия опытных конструкций шлангокабеля, освоено изготовление герметизированных кабелей в пластмассовой оболочке, реконструирована машина для скручивания кабеля.
На заводе была внедрена автоматизированная система управления предприятием.
В 1970 году завод произвёл продукции на 6 млн рублей и в 1971 году был награждён орденом Ленина.
По состоянию на начало 1978 года, основной продукцией предприятия являлись морские, железнодорожные, полевые, силовые, контрольные и шланговые кабели, кабели дальней связи, а также осветительные провода и шнуры.
В 1990 году завод произвёл продукции на 10 млн рублей, которая к этому времени поставлялась в 41 страну мира (в том числе, во все страны СЭВ).
В октябре 1990 года Совет Министров СССР утвердил решение о расширении завода, в соответствии с которым к 1993 году предусматривалось создание дополнительных мощностей по выпуску 15 тыс. км кабеля связи для железных дорог в год, но это решение осталось нереализованным.

### После 1991
После провозглашения независимости Украины, в 1992 году работавший в производственной кооперации с заводом филиал ВНИИ кабельной промышленности был переименован в «Украинский НИИ кабельной промышленности» (УкрНДІКП).
В следующие годы положение предприятия ухудшилось, в первой половине 1990х годов завод нередко работал в условиях неполного рабочего дня или неполной рабочей недели. В связи с дефицитом оборотных средств, применяли бартерные схемы расчётов.
В марте 1995 года Верховная Рада Украины внесла завод в перечень предприятий общегосударственного значения, которые не подлежали приватизации.
В августе 1997 года завод был включён в перечень предприятий, имеющих стратегическое значение для экономики и безопасности Украины.
В апреле 1998 года завод был передан в управление министерства промышленной политики Украины и в дальнейшем — реорганизован в открытое акционерное общество.
В январе 2000 года Кабинет министров Украины принял решение о продаже 25 % акций предприятия из контрольного пакета акций (50 % + 1 акция), находившихся в государственной собственности.
В феврале 2002 года началась реструктуризация завода, по состоянию на начало 2005 года завод входил в число крупнейших действующих предприятий города.
В августе 2005 года Кабинет министров Украины принял решение о продаже предприятия и оставшихся в государственной собственности акций предприятия.
2006 год завод закончил с убытком 1,432 млн гривен, 2007 год — с убытком 1,864 млн гривен, с начала 2008 года доходы предприятия увеличились, но начавшийся в 2008 году экономический кризис осложнил положение завода, который завершил 2008 год с убытком 2,563 млн гривен.
11 ноября 2009 года по требованию управления Пенсионного фонда Украины в Бердянске в связи с наличием непогашенной задолженности перед кредитором на сумму около 1,245 млн гривен было начато рассмотрение судебного дела о банкротстве завода. 2009 год завод завершил с убытком в размере 2,968 млн гривен, 29 сентября 2010 года хозяйственный суд Запорожской области вынес решение о проведении санации предприятия.
В июле 2012 года было возбуждено уголовное дело в отношении управляющего санацией завода, вследствие ненадлежащего исполнения которым своих служебных обязанностей в период с конца ноября 2010 года по начало марта 2012 года предприятие потеряло имущества на сумму почти 4,9 млн гривен.

## Дополнительная информация
- Изолировщица завода Анна Шило-Дойнова в 1974 году стала Героем Социалистического Труда[19].